# Пантереа
Пантереа (фр. Penthéréaz) — громада  в Швейцарії в кантоні Во, округ Гро-де-Во.

## Географія
Громада розташована на відстані близько 75 км на південний захід від Берна, 17 км на північ від Лозанни.
Пантереа має площу 5,7 км², з яких на 5,4% дозволяється будівництво (житлове та будівництво доріг), 64,3% використовуються в сільськогосподарських цілях, 30,1% зайнято лісами, 0,2% не є продуктивними (річки, льодовики або гори).

## Демографія
2019 року в громаді мешкало 421 особа (+16,6% порівняно з 2010 роком), іноземців було 5,2%. Густота населення становила 74 осіб/км².
За віковим діапазоном населення розподілялося таким чином: 24% — особи молодші 20 років, 63,2% — особи у віці 20—64 років, 12,8% — особи у віці 65 років та старші. Було 167 помешкань (у середньому 2,5 особи в помешканні).
Із загальної кількості 111 працюючого 27 було зайнятих в первинному секторі, 42 — в обробній промисловості, 42 — в галузі послуг.